# Reprezentacja Węgier w skokach narciarskich
Reprezentacja Węgier w skokach narciarskich – grupa skoczków narciarskich wybrana do reprezentowania Węgier w międzynarodowych zawodach, wybrana przez Węgierski Związek Narciarski.
W historii Pucharu Świata tylko dwa razy zdarzyło się, aby reprezentant Węgier zdobył punkty do klasyfikacji generalnej. Jedynym  punktującym Węgrem w pucharze świata mężczyzn był László Fischer, który 15 grudnia 1984 roku na skoczni w Lake Placid zdobył 4 punkty do klasyfikacji PŚ. W Pucharze Świata kobiet punkty zdobywała Virag Voros, która regularnie zdobywała punkty w trakcie sezonu 2019/2020 łącznie zbierając 12.

## Lista trenerów
Lista wymaga uzupełnienia
- Stanisław Marusarz? (lata 40. XX wieku)
- Imre Marosvölgyi (?-?)
- János Szilágyi (?-?)
- László Molnár (do 2017)
- Vasja Bajc (od 2017- 2021)[1]

## Miejsca w poszczególnych zawodach

### Konkurs indywidualny na skoczni K-65 (21.02.1962)
| Miejsce | Nr startowy | Zawodnik   | Państwo | Seria 1 | Seria 1 | Seria 2 | Seria 2 | Seria 3 | Seria 3 | Nota łączna |
| Miejsce | Nr startowy | Zawodnik   | Państwo | Skok    | Nota    | Skok    | Nota    | Skok    | Nota    | Nota łączna |
| ------- | ----------- | ---------- | ------- | ------- | ------- | ------- | ------- | ------- | ------- | ----------- |
| 52.     | 4           | Endre Kiss | Węgry   | 60,0    | 90,8    | 60,5    | 88,5    | 56,0    | 77,1    | 179,3       |

### Konkurs indywidualny na skoczni K-90 (25.02.1962)
| Miejsce | Nr startowy | Zawodnik   | Państwo | Seria 1 | Seria 1 | Seria 2 | Seria 2 | Seria 3 | Seria 3 | Nota łączna |
| Miejsce | Nr startowy | Zawodnik   | Państwo | Skok    | Nota    | Skok    | Nota    | Skok    | Nota    | Nota łączna |
| ------- | ----------- | ---------- | ------- | ------- | ------- | ------- | ------- | ------- | ------- | ----------- |
| 58.     | 32          | Endre Kiss | Węgry   | 83,0    | 86,4    | 79,0    | 83,4    | 77,5    | 79,6    | 169,8       |

### Konkurs indywidualny na skoczni K-65 (21.02.1962)
| Miejsce | Nr startowy | Zawodnik      | Państwo | Seria 1 | Seria 1 | Seria 2 | Seria 2 | Seria 3 | Seria 3 | Nota łączna |
| Miejsce | Nr startowy | Zawodnik      | Państwo | Skok    | Nota    | Skok    | Nota    | Skok    | Nota    | Nota łączna |
| ------- | ----------- | ------------- | ------- | ------- | ------- | ------- | ------- | ------- | ------- | ----------- |
| 61.     | 32          | László Csávás | Węgry   | 54,0    | 78,7    | 55,0    | 79,2    | 54,5    | 75,3    | 157,9       |

### Konkurs indywidualny na skoczni K-90 (25.02.1962)
| Miejsce | Nr startowy | Zawodnik      | Państwo | Seria 1 | Seria 1 | Seria 2 | Seria 2 | Seria 3 | Seria 3 | Nota łączna |
| Miejsce | Nr startowy | Zawodnik      | Państwo | Skok    | Nota    | Skok    | Nota    | Skok    | Nota    | Nota łączna |
| ------- | ----------- | ------------- | ------- | ------- | ------- | ------- | ------- | ------- | ------- | ----------- |
| 59.     | 24          | László Csávás | Węgry   | 73,0    | 75,5    | 75,0    | 78,9    | 76,0    | 78,4    | 157,3       |

### Konkurs indywidualny na skoczni K-65 (21.02.1962)
| Miejsce | Nr startowy | Zawodnik      | Państwo | Seria 1 | Seria 1 | Seria 2 | Seria 2 | Seria 3 | Seria 3 | Nota łączna |
| Miejsce | Nr startowy | Zawodnik      | Państwo | Skok    | Nota    | Skok    | Nota    | Skok    | Nota    | Nota łączna |
| ------- | ----------- | ------------- | ------- | ------- | ------- | ------- | ------- | ------- | ------- | ----------- |
| 62.     | 29          | László Gellér | Węgry   | 51,5    | 41,5    | 53,0    | 74,1    | 53,5    | 72,6    | 146,7       |

### Konkurs indywidualny na skoczni K-90 (25.02.1962)
| Miejsce | Nr startowy | Zawodnik      | Państwo | Seria 1 | Seria 1 | Seria 2 | Seria 2 | Seria 3 | Seria 3 | Nota łączna |
| Miejsce | Nr startowy | Zawodnik      | Państwo | Skok    | Nota    | Skok    | Nota    | Skok    | Nota    | Nota łączna |
| ------- | ----------- | ------------- | ------- | ------- | ------- | ------- | ------- | ------- | ------- | ----------- |
| 58.     | 7           | László Gellér | Węgry   | 75,0    | 79,1    | 81,0    | 84,4    | 81,0    | 81,4    | 165,8       |

#### Á. Csukovics na mistrzostwach świata juniorów – szczegółowo
| Miejsce | Dzień       | Rok  | Miejscowość         | Skocznia          | Punkt K | HS     | Konkurs  | Skok 1 | Skok 2 | Nota | Strata | Zwycięzca       |
| ------- | ----------- | ---- | ------------------- | ----------------- | ------- | ------ | -------- | ------ | ------ | ---- | ------ | --------------- |
| 74      | 27 lutego   | 2008 | Schonach            | Langenwaldschanze | K-85    | HS-94  | indywid. | 57,0 m | –      | 42,5 | 209,0  | Andreas Wank    |
| 76      | 5 lutego    | 2009 | Szczyrbskie Jezioro | MS 1970 B         | K-90    | HS-100 | indywid. | 59,0 m | –      | 37,5 | 215,5  | Lukas Müller    |
| 74      | 28 stycznia | 2010 | Zakopane            | Średnia Krokiew   | K-95    | HS-108 | indywid. | 65,5 m | –      | 44,5 | 238,0  | Michael Hayböck |

#### A. Szilágyi na mistrzostwach świata juniorów – szczegółowo
| Miejsce | Dzień       | Rok  | Miejscowość         | Skocznia       | Punkt K | HS     | Konkurs  | Skok 1 | Skok 2 | Nota | Strata | Zwycięzca          |
| ------- | ----------- | ---- | ------------------- | -------------- | ------- | ------ | -------- | ------ | ------ | ---- | ------ | ------------------ |
| 78      | 5 lutego    | 2009 | Szczyrbskie Jezioro | MS 1970 B      | K-90    | HS-100 | indywid. | 52,0 m | –      | 22,0 | 231,0  | Lukas Müller       |
| 77      | 28 stycznia | 2010 | Hinterzarten        | Adlerschanze   | K-95    | HS-108 | indywid. | 56,0 m | –      | 20,5 | 262,0  | Michael Hayböck    |
| 66      | 28 stycznia | 2011 | Otepää              | Tehvandi       | K-90    | HS-98  | indywid. | 65,0 m | –      | 56,5 | 198,5  | Władimir Zografski |
| 65      | 23 lutego   | 2012 | Erzurum             | Kiremitliktepe | K-95    | HS-109 | indywid. | 75,5 m | –      | 67,0 | 219,5  | Nejc Dežman        |
| 57      | 24 stycznia | 2013 | Liberec             | Ještěd         | K-90    | HS-100 | indywid. | 71 m   | –      | 68,0 | 215,5  | Jaka Hvala         |

#### D. Cseke na mistrzostwach świata juniorów – szczegółowo
| Miejsce | Dzień       | Rok  | Miejscowość         | Skocznia     | Punkt K | HS     | Konkurs  | Skok 1 | Skok 2 | Nota | Strata | Zwycięzca       |
| ------- | ----------- | ---- | ------------------- | ------------ | ------- | ------ | -------- | ------ | ------ | ---- | ------ | --------------- |
| 79      | 5 lutego    | 2009 | Szczyrbskie Jezioro | MS 1970 B    | K-90    | HS-100 | indywid. | 50,0 m | –      | 19,0 | 234,0  | Lukas Müller    |
| 76      | 28 stycznia | 2010 | Hinterzarten        | Adlerschanze | K-95    | HS-108 | indywid. | 54,0 m | –      | 21,0 | 261,5  | Michael Hayböck |

#### I.Pungor na mistrzostwach świata juniorów – szczegółowo
| Miejsce | Dzień       | Rok  | Miejscowość         | Skocznia        | Punkt K | HS     | Konkurs  | Skok 1 | Skok 2 | Nota | Strata | Zwycięzca          |
| ------- | ----------- | ---- | ------------------- | --------------- | ------- | ------ | -------- | ------ | ------ | ---- | ------ | ------------------ |
| 75      | 27 lutego   | 2008 | Zakopane            | Średnia Krokiew | K-85    | HS-94  | indywid. | 55,5 m | –      | 40,0 | 211,5  | Andreas Wank       |
| 77      | 5 lutego    | 2009 | Szczyrbskie Jezioro | MS 1970 B       | K-90    | HS-100 | indywid. | 56,0 m | –      | 30,0 | 223,0  | Lukas Müller       |
| 73      | 28 stycznia | 2010 | Hinterzarten        | Adlerschanze    | K-95    | HS-108 | indywid. | 67,0 m | –      | 47,0 | 235,5  | Michael Hayböck    |
| 56      | 28 stycznia | 2011 | Otepää              | Tehvandi        | K-90    | HS-98  | indywid. | 74,0 m | –      | 72.  | 183,0  | Władimir Zografski |

#### M.Pungor na mistrzostwach świata juniorów – szczegółowo
| Miejsce | Dzień       | Rok  | Miejscowość | Skocznia          | Punkt K | HS     | Konkurs  | Skok 1 | Skok 2 | Nota | Strata | Zwycięzca      |
| ------- | ----------- | ---- | ----------- | ----------------- | ------- | ------ | -------- | ------ | ------ | ---- | ------ | -------------- |
| 75      | 26 stycznia | 2002 | Schonach    | Langenwaldschanze | K-95    | HS-106 | indywid. | 51,0 m | 52,0 m | 57,5 | 198,0  | Janne Happonen |

## Drużyna Węgier na mistrzostwach świata juniorów – szczegółowo
6 lutego 2009 Szczyrbskie Jezioro
| Pozycja | Państwo | Zawodnicy                                               | Punkty |
| ------- | ------- | ------------------------------------------------------- | ------ |
| 18.     | Węgry   | Ármin Csukovics István Pungor Ákos Szilágyi Dávid Cseke | 112,0  |
| ...     |         |                                                         |        |

30 stycznia 2010 Hinterzarten
| Pozycja | Państwo | Zawodnicy                                               | Punkty |
| ------- | ------- | ------------------------------------------------------- | ------ |
| 18.     | Węgry   | Ármin Csukovics István Pungor Ákos Szilágyi Dávid Cseke | 87,0   |
| ...     |         |                                                         |        |

## Byli skoczkowie i skoczkinie
- Tamás Sudár
- Levente Balatoni
- László Csávás
- Sándor Darabos
- László Fischer
- Gábor Gellér
- László Gellér
- Mihály Gellér
- Ferenc Hemrik
- Endre Kiss
- Bertalan Mező
- Gyula Molnár
- Béla Szepes
- Pál Ványa
- Peter Tuscai
- Dávid Cseke
- Ármin Csukovics
- Dénes Pungor
- István Pungor
- Ákos Szilágyi
- Borbola Markovics
- Mate Pungor
- Zoltán Kelemen
- Gyula Hényel
- Robert Fograsi
- Miklos Lovas
- Virag Voros
- Tibor Nador